# Ahmed Al-Abady
Ahmed Al-Abady (en arabe : احمد العبادي), né en 1983, est un nageur égyptien.

## Carrière
Aux Jeux africains de 2003 à Abuja, Ahmed Al-Abady est médaillé d'or du 200 mètres papillon et médaillé de bronze du 4 x 200 mètres nage libre,.
Il remporte ensuite la médaille d'or du 200 mètres papillon aux Championnats d'Afrique de natation 2004 à Casablanca.